# Tables match
Table Match – odmiana walki w wrestlingu. W walce dozwolone jest używanie drewnianych stołów jako broni. Nie obowiązują zasady dotyczące dyskwalifikacji i wyliczenia. Jedynym sposobem wygranej jest wykonanie ataku, po którym przeciwnik uderzy w stół i złamie go, co jest określane jako putting opponent through a table (dosł. przełożenie przeciwnika przez stół).